# Angela Hewitt
Angela Hewitt (Ottawa, 26 de julho de 1958) é uma pianista canadiana, muito conhecida pelas suas interpretações da obra de Johann Sebastian Bach.

## Biografia
Hewitt nasceu em Ottawa, Ontário, filha de Godfrey Hewitt (de nacionalidade britânica) que foi mestre do coro na Catedral Cristã em Ottawa. Começou a estudar piano aos 3 anos com a sua mãe. Ganhou uma bolsa aos 5 anos. Estudou violino com Walter Prystawski, flauta doce com Wolfgang Grunsky, e ballet com Nesta Toumine em Otava. O seu primeiro recital foi aos nove anos de idade, no Conservatório Real de Música de Toronto, onde estudou de 1964 a 1973 com Earle Moss e Myrtle Guerrero. Foi então estudante do pianista francês Jean-Paul Sevilla na Universidade de Ottawa.
Hewitt apresentou recitais em todo o mundo como solista e com orquestra. É mais conhecida pelas suas gravações de Bach, que começaram em 1994 e terminaram em 2005, cobrindo todas as principais obras de teclado de J.S. Bach. A sua gravação A Arte da Fuga de Bach foi lançada em 17 de outubro de 2014. A sua discografia inclui também obras de Louis Couperin, Jean-Philippe Rameau, Olivier Messiaen, Emmanuel Chabrier, Maurice Ravel, Robert Schumann, Ludwig van Beethoven, Frédéric Chopin, Claude Debussy e Gabriel Fauré. Gravou dois álbuns dos concertos de Mozart com a Orquestra da Camera di Mantova, e um terceiro com a National Arts Centre Orchestra em Ottawa, dirigida por Hannu Lintu. Com a Orquestra Sinfónica Alemã de Berlim e Lintu, também gravou o concerto para piano de Robert Schumann.
A sua temporada de 2007-08 foi dedicada a interpretações completas de "Well Tempered Key" de Bach nas principais cidades do mundo. O DVD da Hyperion na atuação de Bach foi lançado para coincidir com a digressão.
Em julho de 2005, Hewitt lançou o Festival de Música Trasimeno na Úmbria, perto de Perugia, do qual é diretora artística.
Hewitt mudou para os pianos Fazioli em 2002. O seu piano de 4 pedais De F278 Fazioli foi largado pelos transportadores do instrumento em janeiro de 2020 e considerado insalável por Paolo Fazioli, fundador da empresa.

## Discografía seleccionada
- Johann Sebastian Bach: Goldberg Variations (Hyperion Records, 2016)[7]
- Domenico Scarlatti: Sonatas (Hyperion Records, 2016)[8]
- Franz Liszt: Piano Sonata & other works (Hyperion Records, 2015)[9]
- Johann Sebastian Bach: The Art of Fugue (Hyperion Records, 2014)[10]
- Johann Sebastian Bach: Flute Sonatas – with Andrea Oliva (flute) (Hyperion Records, 2013)[11]
- Gabriel Fauré: Piano Music (Hyperion Records, 2013)[12]
- Claude Debussy: Solo Piano Music (Hyperion Records, 2012)[13]
- Johann Sebastian Bach: Angela Hewitt plays Bach (Hyperion Records, 2010)[14]